# Trachelas huachucanus
Trachelas huachucanus is een spinnensoort uit de familie van de Trachelidae.
De wetenschappelijke naam van de soort werd in 1942 gepubliceerd door Willis John Gertsch.